# Levocetirizina
Levocetirizina è un farmaco antistaminico non sedativo di terza generazione, derivato dalla cetirizina, di cui rappresenta l'eutomero. Agisce inibendo i recettori dell'istamina, alleviando così i tipici sintomi della febbre da fieno. Sviluppato per risultare più efficace e con minori effetti collaterali dei farmaci di seconda generazione, in realtà sembra non offrire particolari vantaggi né svantaggi rispetto alle molecole di seconda generazione. Il farmaco è venduto in Italia dalla UCB con il nome commerciale di Xyzal.
Secondo uno studio scientifico del 2006, levocetirizina ridurrebbe gli attacchi di asma del 70% nei bambini.

## Storia
La Levocetirizina è stata lanciata sul mercato nel 2001 dalla società UCB, un'azienda farmaceutica belga, con il nome commerciale di Xyzal in Italia, e molti altri paesi europei, oltre che negli Stati Uniti d'America dove è stata approvata nel maggio del 2007 dalla Food and Drug Administration. In quest'ultimo paese la diffusione del farmaco è stata facilitata da un accordo di co-marketing con la società farmaceutica Sanofi-Aventis.
Attualmente il medicinale è autorizzato in 26 stati europei, con diverse denominazioni. In Italia il farmaco è venduto nella forma farmaceutica di compresse rivestite da 5 mg o come soluzione orale alla concentrazione di 0,5 mg/mL. Esistono in commercio diversi farmaci equivalenti contenenti tale principio attivo.

## Farmacodinamica
La levocetirizina è un antistaminico, derivato piperazinico, enantiomero R della cetirizina e potente antagonista selettivo dei recettori H1 periferici.
L'affinità per i recettori H1 umani sembra essere due volte superiore a quella della cetirizina.
Studi sperimentali hanno dimostrato che il farmaco, sia nel derma sia nel tessuto polmonare, inibisce la migrazione degli eosinofili attraverso l'endotelio indotta dalla eotassina, una chemochina prodotta dai mastociti. L'attività della levocetirizina in singola dose nel sopprimere la reazione cutanea (pomfo ed eritema) all'inoculazione di istamina è pari o superiore a quella della desloratadina e perdura per oltre 24 ore.
Ulteriori studi di farmacodinamica hanno chiarito che levocetirizina inibisce il rilascio di VCAM-1, modula la permeabilità vascolare e riduce il reclutamento degli eosinofili. Il farmaco non sembra determinare effetti significativi sull'intervallo QT.

## Farmacocinetica
Dopo la somministrazione orale, levocetirizina viene ampiamente assorbita dal tratto gastrointestinale. La concentrazione plasmatica massima dopo una dose singola giornaliera (270 ng/ml) è raggiunta 1 ora dopo la somministrazione. L'assorbimento non è influenzato dalla contemporanea assunzione di cibo, ma la concentrazione massima è ridotta e ritardata. Il farmaco si distribuisce nei diversi tessuti biologici, verosimilmente con maggiore affinità per il fegato ed i reni. Levocetirizina non oltrepassa facilmente la barriera ematoencefalica, dato che in studi su animali (ratto e cane) i livelli tissutali più bassi si raggiungono proprio nel comparto del sistema nervoso centrale (SNC).
Nell'uomo il legame del farmaco con le proteine plasmatiche è del 90%. Il volume di distribuzione è limitato e pari a 0,4 l/kg. L'entità del metabolismo del farmaco nell'uomo è ridotta (circa il 14% della dose). Per tale motivo vi sono solo minime differenze dovute al polimorfismo genetico oppure ad interazioni legate all'assunzione concomitante di inibitori enzimatici. Il farmaco subisce l'ossidazione aromatica (coinvolgente isoforme CYP multiple) e la N- e O- dealchilazione (mediata principalmente dal CYP 3A4) nonché la coniugazione con taurina.
L'emivita nell'adulto è di circa 8 ore. La principale via di escrezione del farmaco e dei suoi metaboliti è quella urinaria (circa l'85%) della dose. Solo il 13% circa della dose assunta è invece eliminata con le feci. La farmacocinetica nei bambini di età compresa tra i 6 e gli 11 anni non presenta particolari differenze.

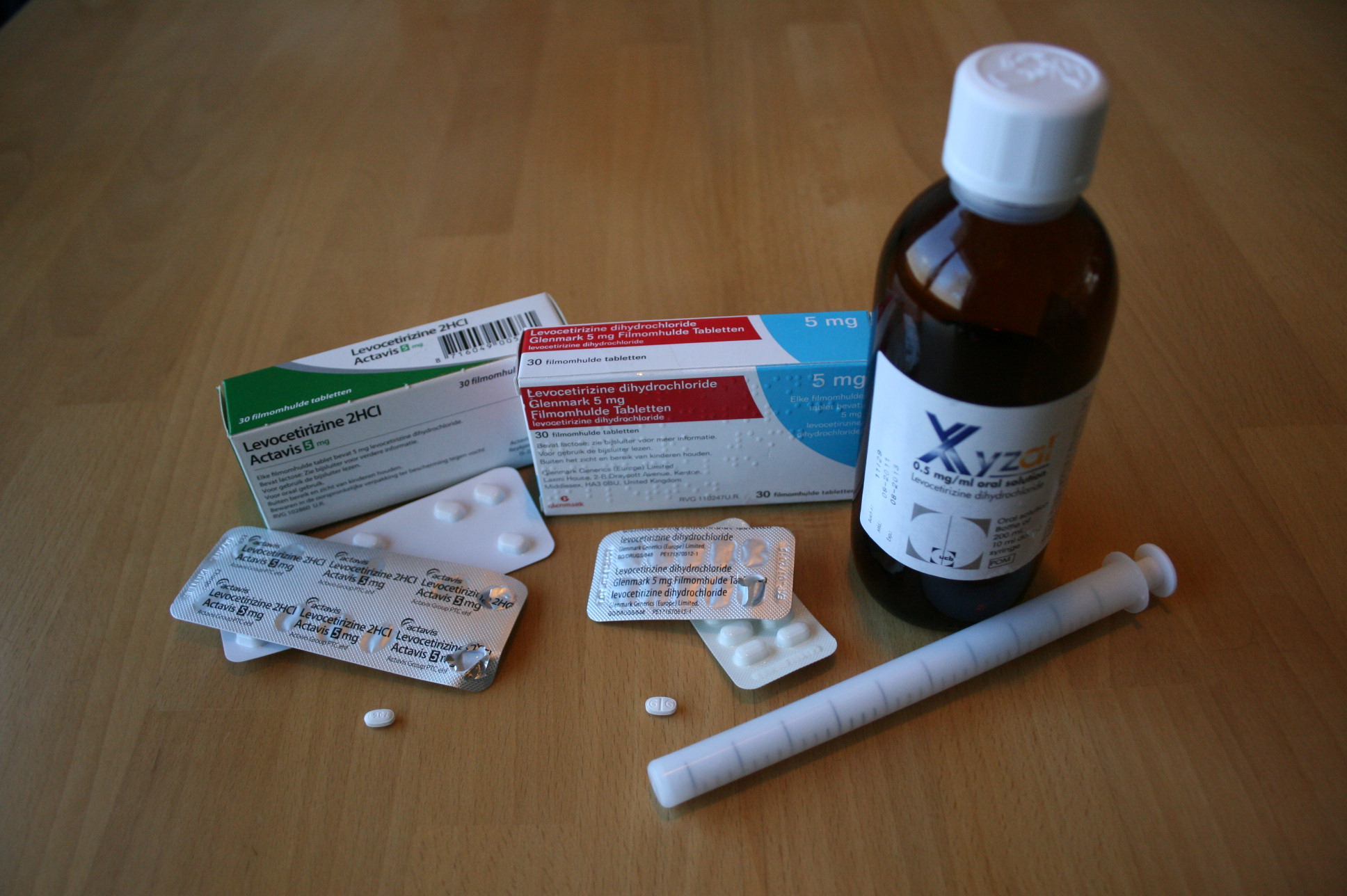

## Usi clinici
Levocetirizina trova indicazione nel trattamento di molte malattie allergiche, in particolare nel trattamento dei sintomi associati alla rinite allergica perenne, alla rinite allergica stagionale all'orticaria cronica idiopatica, al prurito da punture d'insetto, all'asma.

## Effetti collaterali
Levocetirizina è definito un antistaminico non sedativo in quanto non penetra nel cervello in quantità significative, ed è quindi improbabile che causi sonnolenza. In ogni caso, si possono verificare alcuni effetti collaterali quali secchezza della bocca, mal di testa, stanchezza, sonnolenza, spossatezza e dolori addominali. Sebbene in letteratura esistano solo occasionali segnalazioni di epatiti causate da cetirizina, generalmente considerata come un farmaco a basso potenziale epatotossico, tuttavia tale possibilità deve essere tenuta presente anche nel caso del suo eutomero.

## Controindicazioni
Il farmaco è controindicato nei soggetti con ipersensibilità nota al principio attivo oppure ad altri derivati della piperazina. Anche la presenza di insufficienza renale grave (clearance della creatinina inferiore a 10 ml/min) rappresenta una controindicazione.

## Dosi terapeutiche
Negli adulti ed adolescenti la dose usuale corrisponde a 5 mg una volta al giorno.
Il farmaco non è raccomandato nei bambini di età inferiore ai 6 anni a causa della mancanza di dati sulla sicurezza e sull'efficacia in tale fascia d'età.

## Gravidanza e allattamento
In letteratura esistono solo dati molto limitati su donne gravide esposte alla azione del farmaco. I dati sembrerebbero indicare l'assenza di effetti dannosi sulla gravidanza o sulla salute del feto e neonato. Tuttavia, nelle donne in gravidanza il farmaco va somministrato solo in caso di assoluta necessità.

Levocetirizina viene escreta nel latte materno, perciò durante l'allattamento l'uso del farmaco non è raccomandato.